# Monoscutinae
Los monoscutinos (Monoscutinae) son una subfamilia de Opiliones del suborden Eupnoi. Se han descrito 3 especies en 3 género, siendo el más reciente Templar incongruens Taylor, 2008.
A diferencia de su subfamilia hermana Megalopsalidinae los monoescutinos poseen un mayor nivel de esclerotización, carecen de dimorfismo sexual y poseen los ozoporos (glándulas repugnatorias) pequeños y no visibles a simple vista.

## Especies
- Acihasta Forster, 1948

- Acihasta salebrosa Forster, 1948 Nueva Zelanda - Three Kings Islands

- Monoscutum Forster, 1948

- Monoscutum titirangiensis Forster, 1948 Nueva Zelanda

- Templar Taylor, 2008

- Templar incongruens Taylor, 2008 Nueva Zelanda